# 罗斯莱本-维厄
罗斯莱本-维厄（德語：Roßleben-Wiehe，發音：[ˈʁɔsˌleːbn̩ ˈviːə]）是德国图林根州基夫霍伊瑟县的城市，面积73.04平方千米，2023年12月31日人口为7,206人。该市镇于2019年1月1日由市镇罗斯莱本、维厄、栋多夫和瑙西茨合并而成。